# Nikolaj Matjuchin
Nikolaj Ivanovitj Matjuchin (ryska: Николай Иванович Матюхин), född den 13 december 1968 i Zjukovskij, är en rysk friidrottare som tävlar i gång.
Matjuchin tävlar främst på den längre distansen 50 km gång. Hans främsta merit är hans silvermedalj vid VM 1999 i Sevilla. Han blev även silvermedaljör vid IAAF World Race Walking Cup 1997.
Han deltog vid Olympiska sommarspelen 2000 där han slutade på femte plats.

## Personliga rekord
- 50 km gång - 3:40.13